# 서울시 장애인 행복도시 프로젝트
서울시 장애인 행복도시 프로젝트는 시정 전반을 장애인 시각으로 진단․수립한 “장애인이 편리하다면 우리모두에게 편리한 도시”의 슬로건 아래 장애인의 고용·자립·가정․환경 등 도시생활 전반에 걸쳐 정책을 구상단계부터 장애인의 시각에서 각종 사업을 추진하는 새로운 장애인 정책이다.
지난 2007년 10월 장애인복지법 개정, 2008년 4월 장애인 인권신장 및 장애당사자주의가 법이념화 장애인차별금지 및 권리구제 등에 관한 법률 시행 등 정책방향이 복지에서 인권으로 패러다임의 변화하였으며, 장애인 등에 대한 특수교육법(‘08.5) 제정해 장애인의 교육권 실질적 보장 등 시정 전분야에 대하여 장애인시각에서 종합계획 수립하였다. 이를 통해 2008년 11월 6일 장애인 행복도시 프로젝트가 시작되었다.
 본 문서에는 서울특별시에서 지식공유 프로젝트를 통해 퍼블릭 도메인으로 공개한 저작물을 기초로 작성된 내용이 포함되어 있습니다.